# Ludwig Mauthner
Ludwig Mauthner (Praga, 13 aprile 1840 – Vienna, 20 ottobre 1894) è stato un oculista austriaco.

## Biografia
Studiò medicina presso l'Università di Vienna, dove conseguì il dottorato nel 1861, nel 1864 fu nominato privatdozent di oftalmologia, che gli permise di insegnare all'università, nel 1869 fu nominato professore presso l'Università di Innsbruck e nel 1877 tornò a Vienna, dove ottenne la posizione di direttore presso l'Allgemeine Poliklinik, essendo nominato professore di oftalmologia presso l'Università di Vienna nel 1894, tuttavia morì improvvisamente e inaspettatamente la notte in cui annunciò formalmente la sua nomina.
Tra i suoi contributi alla scienza, uno dei più importanti fu quello di fare la prima descrizione della coroideremia, una malattia oftalmica ereditaria che si differenziava dalla retinite pigmentosa, con cui tiene molte somiglianze. Ha anche descritto le cosiddette cellule Mauthner, neuroni giganti situati nel midollo allungato di pesci e anfibi, la cui funzione è quella di coordinare i movimenti del nuoto e il riflesso del volo in questi animali.

## Opere
- Lehrbuch der Ophthalmologie (1868)
- Die optischen Fehler des Auges (1872-76)
- Die sympathischen Augenleiden (1879)
- Die Funktionsprüfung des Auges (1880)
- Gehirn und Auge (1881)
- Die Lehre vom Glaukom (1882)